# Ölmühle (Morsbach)
Ölmühle ([ˈøːlˌmyːlə] ) ist ein Ortsteil von Morsbach im Oberbergischen Kreis im südlichen Nordrhein-Westfalen innerhalb des Regierungsbezirks Köln.

## Lage und Beschreibung
In ländlicher, waldreicher Umgebung liegt Ölmühle am südlichsten Zipfel des Oberbergischen Kreises.  Die Städte Gummersbach (38 km), Siegen (50 km) sowie Köln (75 km) sind in kurzer Zeit mit dem Auto zu erreichen.
Benachbarte Breitgener Ortsteile sind Holpe im Norden, Steimelhagen im Osten, Zinshardt im Süden und Reinshagen im Westen. 